# Gert Sudholt
Gert Sudholt (Múnich, 6 de marzo de 1943) es un editor y periodista alemán. Fue miembro de la junta directiva de la asociación ultraderechista Gesellschaft für freie Publizistik y dueño de la sociedad editorial Verlagsgesellschaft Berg, que albergaba tres editoriales: Türmer-Verlag, Vowinckel-Verlag y Druffel-Verlag.

## Vida
Después de aprobar el Abitur estudió periodismo en África del Sudoeste y Sudáfrica. Después estudió etnología, ciencias de la información e historia en Múnich, donde se doctoró con una tesis de título Die deutsche Eingeborenenpolitik in Südwestafrika: Von den Anfängen bis 1904.
Entre 1973 y 1983 y desde 1985 hasta 1991 fue presidente de la Gesellschaft für Freie Publizistik, y entre 2001 y 2009 fue su presidente suplente. Entre 1988 y 1990 fue segundo presidente de la Rudolf-Heß-Gesellschaft. Desde 1991 preside la Verlagsgesellschaft Berg.
En 1990 fue multado por publicar un artículo negacionista de Robert Faurisson en el Deutschen Monatsheften; en el recurso de casación, un tribunal de Baviera lo multó con 10 000 marcos y lo condenó a seis meses de cárcel, condena que cumplió el año siguiente. En 1999 fue de nuevo condenado por un delito de Volksverhetzung a pagar 4000 marcos y a una condena de cuatro meses, que fue sustituida por libertad condicional.